# Mina (italienische Sängerin)
Mina (* 25. März 1940 als Anna Maria Mazzini in Busto Arsizio, Lombardei) ist eine italienische Sängerin, die auch die schweizerische Staatsbürgerschaft besitzt. Seit 1960 veröffentlichte sie fast jährlich neue Alben und führte damit 25-mal die italienischen Albumcharts an, obwohl sie sich schon Ende der 1970er-Jahre weitestgehend aus der Öffentlichkeit zurückgezogen hatte. Zwischen 1962 und 1964 veröffentlichte sie auch einige Schallplatten in deutscher Sprache, der Titel Heißer Sand wurde in Deutschland ein Nummer-eins-Erfolg.
Mina gilt als „Primadonna“ der italienischen populären Musik der zweiten Hälfte des 20. Jahrhunderts und wird in den Medien auch als „Tigerin von Cremona“ (tigre di Cremona) bezeichnet. Mit ihrer üppigen und kraftvollen, markanten Stimme war sie lange ein unverzichtbarer Fixpunkt der italienischen Musikszene. Als bahnbrechende öffentliche Figur stellte sie soziale Normen infrage und wurde mit ihrem emanzipierten Image und ihren sehr direkten Texten zu einem Symbol der Frauenbewegung. Sie kombinierte mit Leichtigkeit verschiedene Genres, von Pop und R&B zu Bossa Nova, Jazz und Disco, und konnte damit ihren Erfolg bis weit ins 21. Jahrhundert erhalten. Auch außerhalb Italiens konnte Mina sich einen Namen machen und nicht zuletzt Sarah Vaughan äußerte ihre Bewunderung für die Sängerin.

## Karriere

### Anfänge
Geboren in Busto Arsizio, wuchs Mazzini in Cremona auf. 1958 debütierte sie als Sängerin während des Familienurlaubs in Forte dei Marmi bei einem Auftritt im bekannten Lokal La Bussola bei Pietrasanta und trat Ende des Jahres mit der Gruppe Happy Boys auf. Der Produzent David Matalon entwickelte ein zweigleisiges Konzept für die Sängerin: Unter dem Namen Mina nahm sie italienische Musik auf, unter dem Namen Baby Gate hingegen englischsprachige Lieder. Letzteres Pseudonym wurde jedoch rasch wieder aufgegeben. In der Folge trat Mina mit der Gruppe Solitari in ganz Italien auf und hatte erste Auftritte im Fernsehen. Mit dem Lied Nessuno, ursprünglich von Wilma De Angelis, machte sie sich einen Namen als „Königin“ der neuen Musikrichtung der Urlatori („Schreier“, „Brüller“).
1959 hatte die Sängerin mit der Single Tintarella di luna einen ersten Hit, gewann mehrere Musikpreise und spielte im Kinofilm Urlatori alla sbarra mit (bis 1969 war sie noch in einer Reihe weiterer Filme zu sehen). Mit den Liedern È vero und Non sei felice nahm Mina, zusammen mit Teddy Reno bzw. Betty Curtis, am Sanremo-Festival 1960 teil. Im Sommer jenes Jahres gelang ihr mit dem Lied Il cielo in una stanza ihr bis dahin größter Erfolg, woraufhin sie eine eigene Fernsehsendung übernahm und die Titelmelodie zur Sendung Canzonissima, Due note, beisteuerte. Die englische Version von Il cielo in una stanza, This World We Love In, stieg 1961 auch in die US-Charts ein. Beim Sanremo-Festival 1961 präsentierte Mina Io amo tu ami und Le mille bolle blu; negative Kritiken führten dazu, dass die Sängerin sich mit der Presse überwarf und weitere Sanremo-Teilnahmen ausschloss.

### Höhepunkt des Erfolgs
Minas Popularität stieg 1961 dank ihrer neuen Fernsehsendung Studio Uno noch einmal. Mit Moliendo café gelang ihr ein weiterer Nummer-eins-Hit. 1962 nahm sie erneut die Titelmelodie für Canzonissima auf und hatte einen Hit mit dem Lied Renato. Doch 1963 bedrohte ein Skandal Minas Karriere: Sie wurde Mutter eines Sohnes vom Schauspieler Corrado Pani, der zu diesem Zeitpunkt noch mit einer anderen Frau verheiratet war. Dies brachte ihr eine Anzeige wegen Konkubinats ein. Die Angriffe durch die Presse und die vom Fernsehen verordnete zweijährige Zwangspause konnten ihren Erfolg jedoch nicht wesentlich einbremsen und schon 1964 übernahm Mina eine neue Fernsehsendung. Das Lied È l’uomo per me wurde ein weiterer Nummer-eins-Hit, gefolgt 1965 von Un anno d’amore. Auch mit einer eigenen Radiosendung konnte die Sängerin in diesen Jahren aufwarten, woraus etwa der Hit Se telefonando hervorging.
Auch im Ausland wurde Mina bekannt: Sie sang auf Französisch, Spanisch, Türkisch, Deutsch und Japanisch. In Deutschland erschien im März 1962 Minas erste deutschsprachige Single bei Polydor. Der A-Seiten-Titel Heißer Sand, geschrieben von den Erfolgsautoren Werner Scharfenberger und Kurt Feltz, entwickelte sich schnell zu einem Hitparadenerfolg. In der Hitparade der deutschen Musikzeitschrift Musikmarkt belegte er zwei Monate lang Platz eins. Die Single verkaufte sich in Deutschland 700.000-mal. Mina nahm das Lied auch auf Italienisch (Si lo so), Französisch (Notre étoile) und Spanisch (Un desierto) auf, sodass von dem Titel schließlich weltweit über eine Million Exemplare verkauft wurden. Bis 1964 produzierte Polydor mit Mina insgesamt zwölf Singles mit deutschsprachigen Schlagern. Neben Heißer Sand erreichten sechs weitere Songs eine Notierung bei Musikmarkt, es erreichte aber keiner mehr die Top 10.
1967 gründete Mina in Lugano, wo sie sich 1966 niedergelassen hatte, ihr eigenes Plattenlabel PDU. Mit Mina alla Bussola dal vivo veröffentlichte sie 1968 ein erstes Livealbum, aufgenommen am Ort ihres Debüts, der Bussola. 1970 arbeitete sie mit Lucio Battisti und Mogol für mehrere erfolgreiche Lieder zusammen: Insieme, Io e te da soli und Amor mio. Einen neuen Höhepunkt erreichte Minas Erfolg 1972, als ihr gleich zwei Nummer-eins-Hits in Folge gelangen: Zuerst mit Grande, grande, grande, mitgeschrieben von Tony Renis, dann mit Parole parole, einem Duett mit dem Schauspieler Alberto Lupo. Außerdem veröffentlichte sie ein weiteres Livealbum aus der Bussola. Dieses erschien zusammen mit dem Studioalbum Altro als Doppelalbum, eine Veröffentlichungsform, die fortan typisch für Mina sein sollte.

### Rückzug aus der Öffentlichkeit
Zunehmend zog sich die Sängerin aus der Öffentlichkeit zurück. Ihren letzten Fernsehauftritt hatte sie 1974 in der Sendung Milleluci, die sie zusammen mit Raffaella Carrà moderierte. 1978 gab sie noch einmal eine Reihe von Konzerten in der Bussola, woraus ein weiteres Livealbum hervorging; danach lehnte Mina jegliche Auftritte in der Öffentlichkeit ab und konzentrierte sich nur noch auf ihre jährlichen Doppelalben sowie einige zusätzliche Veröffentlichungen (darunter Lucio Battisti und den Beatles gewidmete Coveralben). In den Jahren 1985 und 1986 nahm sie zwei Duette mit Riccardo Cocciante bzw. Fausto Leali auf. Erst ab 1996 erschienen wieder „einfache“ Alben der Sängerin. 1998 arbeitete sie mit Adriano Celentano für das sehr erfolgreiche Album Mina Celentano zusammen, aus dem auch die Single Acqua e sale hervorging.
2001 ließ sich Mina bei den Aufnahmen zum Domenico Modugno gewidmeten Coveralbum Sconcerto erstmals wieder filmen, die Aufnahmen wurden jedoch ausschließlich online veröffentlicht. Im selben Jahr wurde sie von Präsident Carlo Azeglio Ciampi mit dem Verdienstorden der Italienischen Republik (Großkomtur) geehrt. Jährlich erschienen weitere Alben und Kompilationen, oft in Zusammenarbeit mit bekannten Musikerkollegen wie Zucchero, Daniele Silvestri oder Andrea Mingardi. 2005 erschien nicht nur das Nummer-eins-Album Bula Bula, sondern auch das Frank Sinatra gewidmete Album L’allieva. 2007 nahm Mina mit Miguel Bosè Agua y sal auf, die spanische Version von Acqua e sale (aus Mina Celentano); im Anschluss erschien das spanische Album Todavía. Im selben Jahr nahm die Sängerin auch ein Duett mit Giorgia auf. Weitere Duette in jenen Jahren involvierten Ornella Vanoni, Seal und die Afterhours.
Das Lied La palla è rotonda aus dem Album Selfie fand 2014 Verwendung bei den Rai-Fernsehübertragungen der Fußball-Weltmeisterschaft in Brasilien. 2016 veröffentlichte Mina ein weiteres sehr erfolgreiches Album zusammen mit Adriano Celentano, Le migliori. Nach einem weiteren Soloalbum, Maeba, und einem Battisti-Tributealbum begann die Sängerin ein Projekt mit Ivano Fossati, der 2011 sein letztes Album veröffentlicht hatte; gemeinsam nahmen sie das Album Mina Fossati auf, das 2019 erschien.

## Privatleben
Aus Minas skandalumwitterter Beziehung mit dem Schauspieler Corrado Pani ging 1963 ein Sohn, Massimiliano Pani, hervor, der als Produzent, Komponist und Songwriter aktiv ist. 1970 heiratete sie den Journalisten Virgilio Crocco, mit dem sie eine Tochter, Benedetta Mazzini (* 1971), hatte, die als Schauspielerin, Fernseh- und Radiomoderatorin aktiv ist. Virgilio Crocco kam 1973 bei einem Verkehrsunfall ums Leben.
In Lugano lebte die Sängerin, seit 1989 auch Schweizer Staatsbürgerin, 25 Jahre lang mit dem Kardiologen Eugenio Quaini zusammen, bis sie ihn 2006 heiratete und offiziell den Namen Anna Maria Quaini annahm.

## Single-Erfolge in italienischer Sprache (Auswahl)

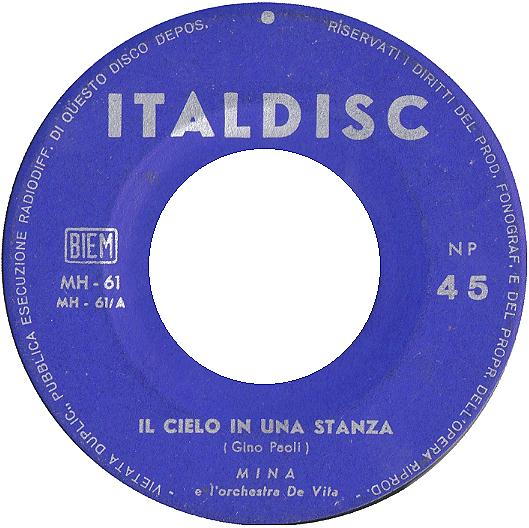
Il cielo in una stanza auf Italdisc MH-61

- Tintarella di Luna (1959), von Franco Migliacci und Bruno De Filippi

Arrangeur/Orchesterleiter: Tony De Vita
- Il cielo in una stanza (1960), von Gino Paoli

Arrangeur/Orchesterleiter: Tony De Vita
- E se domani (1964), von Giorgio Calabrese und Carlo Alberto Rossi

Arrangeur/Orchesterleiter: Augusto Martelli
- La voce del silenzio (1968), von Paolo Limiti und Elio Isola

Arrangeur/Orchesterleiter: Augusto Martelli
- Parole parole (1972), mit Alberto Lupo, von Leo Chiosso und Gianni Ferrio

Arrangeur/Orchesterleiter: Gianni Ferrio
- Se telefonando (1966), von Maurizio Costanzo und Ennio Morricone

Arrangeur/Orchesterleiter: Ennio Morricone
- Insieme (1970), von Mogol und Lucio Battisti

Arrangeur/Orchesterleiter: Detto Mariano
- Io e te da soli (1970), von Mogol und Lucio Battisti

Arrangeur/Orchesterleiter: Gian Piero Reverberi
- Amor mio (1971), von Mogol und Lucio Battisti

Arrangeur/Orchesterleiter: Gian Piero Reverberi
- Grande grande grande (1972), von Alberto Testa und Tony Renis

Arrangeur/Orchesterleiter: Pino Presti
- E poi… (1973), von Andrea Lo Vecchio und Shel Shapiro

Arrangeur/Orchesterleiter: Pino Presti
- Non gioco più (1974), von Roberto Lerici und Gianni Ferrio

Arrangeur/Orchesterleiter: Gianni Ferrio
- L’importante è finire (1975), von Cristiano Malgioglio und Alberto Anelli

Arrangeur/Orchesterleiter: Pino Presti

## Diskografie

### Italienische Alben
Anmerkung: Zwischen 1972 und 1977 erschienen jährlich zwei Alben, die sowohl einzeln als auch als Doppelalbum veröffentlicht wurden; die „Teil-Alben“ sind in der Tabelle jeweils mit * markiert. Bei späteren Doppelalben wurden lediglich Vol. 1 und Vol. 2 unterschieden, diese werden in der Tabelle nicht mehr einzeln aufgeführt.

| Jahr | Titel Musiklabel                                       | Höchstplatzierung, Gesamtwochen/‑monate, AuszeichnungChartplatzierungen (Jahr, Titel, Musiklabel, Platzierungen, Wochen/Monate, Auszeichnungen, Anmerkungen) | Höchstplatzierung, Gesamtwochen/‑monate, AuszeichnungChartplatzierungen (Jahr, Titel, Musiklabel, Platzierungen, Wochen/Monate, Auszeichnungen, Anmerkungen) | Anmerkungen                                                        |
| Jahr | Titel Musiklabel                                       | IT | CH | Anmerkungen                                                        |
| ---- | ------------------------------------------------------ | --- | --- | ------------------------------------------------------------------ |
| 1960 | Tintarella di luna Italdisc                            | — | — | LPMH 181                                                           |
| 1960 | Il cielo in una stanza Italdisc                        | — | — | LPMH 182                                                           |
| 1961 | Due note Italdisc                                      | — | — | LPMH 183                                                           |
| 1962 | Moliendo café Italdisc                                 | — | — | LPMH 184                                                           |
| 1962 | Renato Italdisc                                        | — | — | LPMH 185                                                           |
| 1963 | Stessa spiaggia, stesso mare Italdisc                  | — | — | LPMH 186                                                           |
| 1964 | Mina Ri-Fi                                             | IT3 (5 Mt.)IT | — | RFL LP 14004                                                       |
| 1965 | Studio Uno Ri-Fi                                       | IT1 (7 Mt.)IT | — | RFL LP 14010                                                       |
| 1966 | Studio Uno 66 Ri-Fi                                    | IT1 (6 Mt.)IT | — | RFL LP 14016                                                       |
| 1966 | Mina 2 Ri-Fi                                           | IT8 (1 Mt.)IT | — | RFL LP 14018 / S 40001                                             |
| 1967 | Sabato sera – Studio Uno ’67 Ri-Fi                     | IT1 (7 Mt.)IT | — | RFL 14023                                                          |
| 1967 | Dedicato a mio padre PDU                               | IT5 (1 Mt.)IT | — | PLD A 5001                                                         |
| 1968 | Mina alla Bussola dal vivo PDU                         | IT1 (7 Mt.)IT | — | Livealbum PLD A 5002                                               |
| 1968 | Le più belle canzoni italiane interpretate da Mina PDU | — | — | PLD A 5003                                                         |
| 1968 | Canzonissima ’68 PDU                                   | IT2 (6 Mt.)IT | — | PLD A 5005                                                         |
| 1969 | I discorsi PDU                                         | IT1 (8 Mt.)IT | — | PLD A 5004                                                         |
| 1969 | Mina for You PDU                                       | IT4 (4 Mt.)IT | — | PLD A 5006                                                         |
| 1969 | …bugiardo più che mai… più incosciente che mai… PDU    | IT1 (57 Wo.)IT | — | PLD A 5009                                                         |
| 1970 | Mina canta o Brasil PDU                                | — | — | PLD A 5026                                                         |
| 1970 | …quando tu mi spiavi in cima a un batticuore… PDU      | IT1 (27 Wo.)IT | — | PLD A 5030                                                         |
| 1971 | Mina PDU                                               | IT1 (40 Wo.)IT | — | PLD A 5037                                                         |
| 1972 | Cinquemilaquarantatre PDU                              | IT1 (30 Wo.)IT | — | PLD L 5043                                                         |
| 1972 | 1 + 1 PDU                                              | IT2 (26 Wo.)IT | — | Doppelalbum, bestehend aus Dalla Bussola und Altro PLD L 5061/62   |
| 1972 | Dalla Bussola* PDU                                     | — | — | Livealbum PLD L 5061 2012 Platz 11 (8 Wochen) der FIMI-Charts      |
| 1972 | Altro* PDU                                             | — | — | PLD L 5062                                                         |
| 1973 | Frutta e verdura / Amanti di valore PDU                | IT1 (15 Wo.)IT | — | Doppelalbum PLD L 5069/70                                          |
| 1973 | Frutta e verdura* PDU                                  | IT2 (27 Wo.)IT | — | PLD L 5069                                                         |
| 1973 | Amanti di valore* PDU                                  | IT3 (9 Wo.)IT | — | PLD L 5070                                                         |
| 1974 | Mina® / Baby Gate PDU                                  | IT1 (25 Wo.)IT | — | Doppelalbum PLD L 6005/06                                          |
| 1974 | Mina®* PDU                                             | — | — | PLD L 6005                                                         |
| 1974 | Baby Gate* PDU                                         | — | — | PLD L 6006                                                         |
| 1975 | MinacantaLucio / La Mina PDU                           | IT3 (11 Wo.)IT | — | Doppelalbum PLD L 6036/37                                          |
| 1975 | MinacantaLucio* PDU                                    | IT3 (25 Wo.)IT | — | PLD L 6036                                                         |
| 1975 | La Mina* PDU                                           | IT5 (19 Wo.)IT | — | PLD L 6037                                                         |
| 1976 | Singolare / Plurale PDU                                | IT1 (12 Wo.)IT | — | Doppelalbum PLD L 6067/68                                          |
| 1976 | Singolare* PDU                                         | IT4 (14 Wo.)IT | — | PLD L 6067                                                         |
| 1976 | Plurale* PDU                                           | IT12 (3 Wo.)IT | — | PLD L 6068                                                         |
| 1977 | Mina con bignè / Mina quasi Jannacci PDU               | IT4 (7 Wo.)IT | — | Erstveröffentlichung: 1. Oktober 1977 PLD L 6088/89; Doppelalbum   |
| 1977 | Mina con bignè* PDU                                    | IT7 (12 Wo.)IT | — | Erstveröffentlichung: 1. Oktober 1977 PLD L 6088                   |
| 1977 | Mina quasi Jannacci* PDU                               | — | — | Erstveröffentlichung: 1. Oktober 1977 PLD L 6089                   |
| 1978 | Mina Live ’78 PDU                                      | IT4 (23 Wo.)IT | — | Live-Doppelalbum PLD L 6098/99                                     |
| 1979 | Attila PDU                                             | IT2 (29 Wo.)IT | — | Erstveröffentlichung: Oktober 1979 Doppelalbum; PLD L 7015/16      |
| 1980 | Kyrie PDU                                              | IT9 (16 Wo.)IT | — | Erstveröffentlichung: 27. November 1980 Doppelalbum; PLD L 7023/24 |
| 1981 | Salomè PDU                                             | IT2 (14 Wo.)IT | — | Erstveröffentlichung: November 1981 Doppelalbum; PLD L 7026/27     |
| 1982 | Italiana PDU                                           | IT6 (15 Wo.)IT | — | Erstveröffentlichung: November 1982 Doppelalbum; PLD L 7030/31     |
| 1983 | Mina 25 PDU                                            | IT8 (14 Wo.)IT | — | Erstveröffentlichung: Oktober 1983 Doppelalbum; PLD L 7035/36      |
| 1984 | Catene PDU                                             | IT2 (16 Wo.)IT | — | Doppelalbum; PLD L 7043/44                                         |
| 1985 | Finalmente ho conosciuto il conte Dracula… PDU         | IT2 (17 Wo.)IT | — | Erstveröffentlichung: Oktober 1985 Doppelalbum; PLD L 7047/48      |
| 1986 | Sì, buana PDU                                          | IT1 (21 Wo.)IT | — | Erstveröffentlichung: Oktober 1986 Doppelalbum; PLD L 7049/50      |
| 1987 | Rane supreme PDU                                       | IT5 (17 Wo.)IT | — | Erstveröffentlichung: 17. Oktober 1987 Doppelalbum; PLD L 7055/56  |
| 1988 | Ridi pagliaccio PDU                                    | IT2 (19 Wo.)IT | — | Erstveröffentlichung: 20. Oktober 1988 Doppelalbum; PLD L 7063/64  |
| 1989 | Uiallalla PDU                                          | IT4 (19 Wo.)IT | — | Erstveröffentlichung: 14. Oktober 1989 Doppelalbum; PLD L 7067/68  |
| 1990 | Ti conosco mascherina PDU                              | IT3 (14 Wo.)IT | — | Erstveröffentlichung: 12. Oktober 1990 Doppelalbum; PLD L 7072/73  |
| 1991 | Caterpillar PDU                                        | IT4 (15 Wo.)IT | — | Erstveröffentlichung: 18. Oktober 1991 Doppelalbum; PLD L 7077/78  |
| 1992 | Sorelle Lumière PDU                                    | IT4 (16 Wo.)IT | — | Erstveröffentlichung: 24. Oktober 1992 Doppelalbum                 |
| 1993 | Mina canta i Beatles PDU                               | IT3 (14 Wo.)IT | — | Erstveröffentlichung: 11. Juni 1993                                |
| 1993 | Lochness PDU                                           | IT1 (11 Wo.)IT | — | Erstveröffentlichung: 29. Oktober 1993 Doppelalbum                 |
| 1994 | Canarino mannaro PDU                                   | IT1 (17 Wo.)IT | — | Erstveröffentlichung: 21. Oktober 1994 Doppelalbum; PLD L 7082/83  |
| 1995 | Pappa di latte PDU                                     | IT2 (12 Wo.)IT | — | Erstveröffentlichung: 20. Oktober 1995 Doppelalbum                 |
| 1996 | Cremona PDU                                            | IT2 (23 Wo.)IT | — | Erstveröffentlichung: 18. September 1996 PLD L 7088                |
| 1996 | Napoli PDU                                             | IT2 (11 Wo.)IT | — | Erstveröffentlichung: 28. November 1996 PLD L 7090                 |
| 1997 | Leggera PDU                                            | IT1 (17 Wo.)IT | — | Erstveröffentlichung: 30. September 1997                           |
| 1998 | Mina Celentano Clan Celentano / PDU                    | IT1 (51 Wo.)IT | CH39 (7 Wo.)CH | Erstveröffentlichung: 14. Mai 1998 mit Adriano Celentano           |
| 1999 | Olio PDU                                               | IT1 ×2Doppelplatin · (25 Wo.)IT | — | Erstveröffentlichung: 15. April 1999                               |
| 1999 | Mina Nº 0 PDU                                          | IT2 (18 Wo.)IT | — | Erstveröffentlichung: 12. November 1999                            |
| 2000 | Dalla terra PDU                                        | IT3 (18 Wo.)IT | — | Erstveröffentlichung: 6. Oktober 2000                              |
| 2001 | Sconcerto PDU                                          | IT2 (17 Wo.)IT | — | Erstveröffentlichung: 30. April 2001                               |
| 2002 | Veleno PDU/Sony                                        | IT2 (16 Wo.)IT | — | Erstveröffentlichung: 25. Oktober 2002                             |
| 2003 | Napoli secondo estratto PDU/Sony                       | IT8 (11 Wo.)IT | — | Erstveröffentlichung: 14. November 2003                            |
| 2005 | Bula Bula PDU/Sony                                     | IT1 (29 Wo.)IT | CH95 (1 Wo.)CH | Erstveröffentlichung: 13. Januar 2005                              |
| 2005 | L’allieva PDU/Sony                                     | IT4 (16 Wo.)IT | — | Erstveröffentlichung: 11. November 2005                            |
| 2006 | Bau PDU/Sony                                           | IT5 ×2Doppelplatin · (17 Wo.)IT | — | Erstveröffentlichung: 26. November 2006                            |
| 2007 | Todavía PDU/Sony                                       | IT1 (18 Wo.)IT | — | Erstveröffentlichung: 21. September 2007                           |
| 2009 | Sulla tua bocca lo dirò PDU/Sony                       | IT2 Gold · (12 Wo.)IT | — | Erstveröffentlichung: 20. Februar 2009                             |
| 2009 | Facile PDU/Sony                                        | IT5 Gold · (15 Wo.)IT | — | Erstveröffentlichung: 30. Oktober 2009                             |
| 2010 | Caramella PDU/Sony                                     | IT3 Gold · (35 Wo.)IT | — | Erstveröffentlichung: 25. Mai 2010                                 |
| 2011 | Piccolino PDU/Sony                                     | IT6 Gold · (11 Wo.)IT | — | Erstveröffentlichung: 22. November 2011                            |
| 2012 | 12 (American Song Book) GSU/Sony                       | IT6 Gold · (10 Wo.)IT | — | Erstveröffentlichung: 4. Dezember 2012                             |
| 2013 | Christmas Song Book GSU                                | IT6 Platin · (20 Wo.)IT | — | Erstveröffentlichung: 19. November 2013                            |
| 2014 | Selfie GSU                                             | IT5 (17 Wo.)IT | — | Erstveröffentlichung: 10. Juni 2014                                |
| 2016 | Le migliori Clan Celentano / PDU                       | IT1 ×7Siebenfachplatin · (56 Wo.)IT | CH23 (17 Wo.)CH | Erstveröffentlichung: 11. November 2016 mit Adriano Celentano      |
| 2018 | Maeba PDU/Sony                                         | IT1 Gold · (10 Wo.)IT | CH35 (2 Wo.)CH | Erstveröffentlichung: 23. März 2018                                |
| 2019 | Mina Fossati PDU/Sony                                  | IT2 Platin · (15 Wo.)IT | CH26 (3 Wo.)CH | Erstveröffentlichung: 22. November 2019 mit Ivano Fossati          |
| 2023 | Ti amo come un pazzo                                   | IT4 (4 Wo.)IT | — | Erstveröffentlichung: 21. April 2023                               |
| 2024 | Gassa d’amante                                         | IT3 (7 Wo.)IT | — | Erstveröffentlichung: 22. November 2024                            |

grau schraffiert: keine Chartdaten aus diesem Jahr verfügbar

### Kompilationen (Auswahl)
| Jahr | Titel Musiklabel                              | Höchstplatzierung, Gesamtwochen/‑monate, AuszeichnungChartplatzierungen (Jahr, Titel, Musiklabel, Platzierungen, Wochen/Monate, Auszeichnungen, Anmerkungen) | Höchstplatzierung, Gesamtwochen/‑monate, AuszeichnungChartplatzierungen (Jahr, Titel, Musiklabel, Platzierungen, Wochen/Monate, Auszeichnungen, Anmerkungen) | Anmerkungen                                                    |
| Jahr | Titel Musiklabel                              | IT | CH | Anmerkungen                                                    |
| ---- | --------------------------------------------- | --- | --- | -------------------------------------------------------------- |
| 1965 | Mina & Gaber: un’ora con loro                 | IT10 (1 Mt.)IT | — | mit Giorgio Gaber                                              |
| 1967 | 4 anni di successi                            | IT2 (4 Mt.)IT | — |                                                                |
| 1971 | Del mio meglio                                | IT1 (45 Wo.)IT | — | Erstveröffentlichung: April 1971                               |
| 1971 | Brave, bravissime!                            | IT24 (2 Wo.)IT | — | mit Milva, Ornella Vanoni und Iva Zanicchi                     |
| 1973 | Del mio meglio n. 2                           | IT4 (25 Wo.)IT | — | Erstveröffentlichung: April 1973                               |
| 1975 | Del mio meglio n. 3                           | IT4 (30 Wo.)IT | — | Erstveröffentlichung: März 1975                                |
| 1988 | Oggi ti amo di più                            | IT1 (21 Wo.)IT | — | 1995 Platz 20 (4 Wochen) der FIMI-Charts                       |
| 1994 | Mazzini canta Battisti                        | IT5 (15 Wo.)IT | — | Erstveröffentlichung: 13. Mai 1994                             |
| 1996 | Canzoni d’autore                              | IT6 (13 Wo.)IT | — | Erstveröffentlichung: 21. Juli 1996                            |
| 1997 | Brava Mina                                    | IT17 (7 Wo.)IT | — |                                                                |
| 1997 | Minantologia                                  | IT8 (11 Wo.)IT | — | Erstveröffentlichung: 20. Juni 1997                            |
| 1998 | Mina Sanremo                                  | IT26 (4 Wo.)IT | — |                                                                |
| 1998 | Mina Gold                                     | IT29 (2 Wo.)IT | — |                                                                |
| 1998 | Mina Studio Collection                        | IT9 (18 Wo.)IT | — | Erstveröffentlichung: 26. November 1998                        |
| 2000 | Love Collection                               | IT16 (14 Wo.)IT | — | Erstveröffentlichung: Mai 2000                                 |
| 2000 | Le canzoni d’amore (Dischi d’oro)             | IT31 (7 Wo.)IT | — |                                                                |
| 2001 | Colección latina                              | IT20 (8 Wo.)IT | — | Erstveröffentlichung: März 2001                                |
| 2002 | Una storia, il mito                           | IT46 (5 Wo.)IT | — |                                                                |
| 2003 | Mina in duo                                   | IT6 (10 Wo.)IT | — |                                                                |
| 2004 | The Platinum Collection                       | IT1 Platin · (163 Wo.)IT | — | Erstveröffentlichung: 20. Februar 2004                         |
| 2005 | Le più belle canzoni di Mina                  | IT65 (7 Wo.)IT | — |                                                                |
| 2005 | Mina & Battisti                               | IT91 (1 Wo.)IT | — |                                                                |
| 2006 | The Platinum Collection 2                     | IT8 (22 Wo.)IT | — | Erstveröffentlichung: 17. Februar 2006                         |
| 2006 | Ti amo                                        | IT29 (11 Wo.)IT | — |                                                                |
| 2006 | Tutto Mina. Le origini                        | IT29 (18 Wo.)IT | — | Erstveröffentlichung: 29. September 2006                       |
| 2007 | Love Box                                      | IT44 (5 Wo.)IT | — |                                                                |
| 2007 | The Best of Platinum                          | IT38 Gold · (51 Wo.)IT | — | Erstveröffentlichung: 15. Oktober 2007 Charteinstieg erst 2010 |
| 2008 | Minanthology                                  | IT96 (1 Wo.)IT | — |                                                                |
| 2009 | Mina con archi                                | IT78 (1 Wo.)IT | — |                                                                |
| 2009 | Mina straniera                                | IT80 (2 Wo.)IT | — |                                                                |
| 2009 | Mina la calma                                 | IT81 (2 Wo.)IT | — | Erstveröffentlichung: 30. Juni 2009                            |
| 2009 | Mina cover                                    | IT82 (2 Wo.)IT | — |                                                                |
| 2009 | Mina per quando ti amo                        | IT87 (1 Wo.)IT | — | Erstveröffentlichung: 3. Juli 2009                             |
| 2009 | Mina canta Sinatra                            | IT85 (4 Wo.)IT | — |                                                                |
| 2011 | Je suis Mina                                  | IT48 (2 Wo.)IT | — | Erstveröffentlichung: 15. März 2011                            |
| 2011 | Yo soy Mina                                   | IT55 (2 Wo.)IT | — | Erstveröffentlichung: 15. März 2011                            |
| 2011 | I Am Mina                                     | IT57 (2 Wo.)IT | — | Erstveröffentlichung: 22. März 2011                            |
| 2013 | Scritte per Mina – Firmato: Paolo Limiti      | IT17 (5 Wo.)IT | — |                                                                |
| 2014 | I miei preferiti – Gli anni RAI               | IT17 (8 Wo.)IT | — |                                                                |
| 2015 | The Collection 3.0                            | IT18 Platin · (26 Wo.)IT | — | Erstveröffentlichung: 31. März 2015                            |
| 2017 | Tutte le migliori                             | IT3 (41 Wo.)IT | — | Erstveröffentlichung: 1. Dezember 2017 mit Adriano Celentano   |
| 2018 | Paradiso (Lucio Battisti Songbook) Warner/PDU | IT2 Platin · (14 Wo.)IT | — | Erstveröffentlichung: 30. November 2018                        |
| 2020 | Cassiopea – Italian Songbook                  | IT3 (7 Wo.)IT | CH78 (1 Wo.)CH | Erstveröffentlichung: 27. November 2020                        |
| 2020 | Orione – Italian Songbook                     | IT4 (7 Wo.)IT | — | Erstveröffentlichung: 27. November 2020                        |
| 2021 | MinaCelentano – The Complete Recordings       | IT10 (7 Wo.)IT | — | Erstveröffentlichung: 26. November 2021 mit Adriano Celentano  |
| 2022 | The Beatles Songbook                          | IT9 (4 Wo.)IT | — | Erstveröffentlichung: 18. November 2022                        |
| 2023 | Dilettevoli Eccedenze 1 & 2                   | IT93 (1 Wo.)IT | — | Erstveröffentlichung: 1. Dezember 2023                         |

grau schraffiert: keine Chartdaten aus diesem Jahr verfügbar

### Italienische Singles (Auswahl)
| Jahr | Titel Album                                                            | Höchstplatzierung, Gesamtwochen, AuszeichnungChartplatzierungen (Jahr, Titel, Album, Platzierungen, Wochen, Auszeichnungen, Anmerkungen) | Höchstplatzierung, Gesamtwochen, AuszeichnungChartplatzierungen (Jahr, Titel, Album, Platzierungen, Wochen, Auszeichnungen, Anmerkungen) | Anmerkungen                                                                                              |
| Jahr | Titel Album                                                            | IT | US | Anmerkungen                                                                                              |
| ---- | ---------------------------------------------------------------------- | --- | --- | --- |
| 1960 | Tintarella di luna                                                     | IT3 (9 Wo.)IT | — | Erstveröffentlichung: September 1959 B-Seite: Mai                                                        |
| 1960 | Splish Splash –                                                        | IT20 (1 Wo.)IT | — | B-Seite: Give Me a Boy                                                                                   |
| 1960 | Folle banderuola Tintarella di luna                                    | IT18 (1 Wo.)IT | — | Erstveröffentlichung: Dezember 1959 B-Seite: Un disco e tu                                               |
| 1960 | È vero Tintarella di luna                                              | IT4 (14 Wo.)IT | — | B-Seite: Perdoniamoci                                                                                    |
| 1960 | Briciole di baci Il cielo in una stanza                                | IT17 (1 Wo.)IT | — | B-Seite: No non ha fine                                                                                  |
| 1960 | Coriandoli Il cielo in una stanza                                      | IT7 (10 Wo.)IT | — | A-Seite: Tessi tessi                                                                                     |
| 1960 | Il cielo in una stanza / This World We Love In Il cielo in una stanza  | IT1 Gold (2024) · (31 Wo.)IT | US90 (1 Wo.)US | Erstveröffentlichung: Juni 1960 B-Seiten: La notte / You’re Tired of Me                                  |
| 1960 | Una zebra a pois Il cielo in una stanza                                | IT18 (1 Wo.)IT | — | B-Seite: Mi vuoi lasciar                                                                                 |
| 1960 | Due note                                                               | IT3 (9 Wo.)IT | — | B-Seiten: Uno spicchio di luna / Non voglio cioccolata                                                   |
| 1961 | Io amo tu ami Due note                                                 | IT11 (2 Wo.)IT | — | B-Seite: Come sinfonia                                                                                   |
| 1961 | Le mille bolle blu Due note                                            | IT5 (8 Wo.)IT | — | B-Seite: Che freddo                                                                                      |
| 1961 | La fine del mondo Due note                                             | IT14 (2 Wo.)IT | — | B-Seite: Bum ahi (che colpo di luna)                                                                     |
| 1961 | Moliendo café                                                          | IT1 (20 Wo.)IT | — | Erstveröffentlichung: September 1961 B-Seite: Chi sarà                                                   |
| 1962 | Renato                                                                 | IT4 (20 Wo.)IT | — | B-Seite: Eclisse twist                                                                                   |
| 1962 | Stringimi forte i polsi Renato                                         | IT11 (4 Wo.)IT | — | Erstveröffentlichung: Oktober 1962 B-Seite: Da chi                                                       |
| 1963 | Chihuahua Renato                                                       | IT8 (5 Wo.)IT | — | B-Seite: Vola vola da me                                                                                 |
| 1963 | Just Let Me Cry –                                                      | IT12 (2 Wo.)IT | — | Erstveröffentlichung: Februar 1963 B-Seite: Pretend That I’m Her                                         |
| 1963 | Stessa spiaggia, stesso mare                                           | IT4 (14 Wo.)IT | — | Erstveröffentlichung: Mai 1963 B-Seite: Ollallà, Gigì                                                    |
| 1963 | Città vuota Studio Uno                                                 | IT2 Gold (2024) · (25 Wo.)IT | — | Erstveröffentlichung: Dezember 1963 B-Seite: È inutile                                                   |
| 1964 | È l’uomo per me Studio Uno                                             | IT1 (21 Wo.)IT | — | Erstveröffentlichung: März 1964 B-Seite: So che non è così                                               |
| 1964 | Un buco nella sabbia Studio Uno                                        | IT7 (6 Wo.)IT | — | Erstveröffentlichung: Mai 1964 B-Seite: Se mi compri un gelato                                           |
| 1964 | Io sono quel che sono Studio Uno                                       | IT3 (13 Wo.)IT | — | Erstveröffentlichung: September 1964 B-Seite: Tu farai                                                   |
| 1964 | Un anno d’amore Studio Uno                                             | IT1 (20 Wo.)IT | — | Erstveröffentlichung: November 1964 B-Seite: E se domani                                                 |
| 1965 | E se domani Mina                                                       | IT4 (4 Wo.)IT | — | A-Seite: Un anno d’amore                                                                                 |
| 1965 | Un bacio è troppo poco –                                               | IT9 (9 Wo.)IT | — | A-Seite: Soli                                                                                            |
| 1965 | Soli –                                                                 | IT9 (3 Wo.)IT | — | B-Seite: Un bacio è troppo poco                                                                          |
| 1965 | L’ultima occasione Studio Uno                                          | IT7 (7 Wo.)IT | — | Erstveröffentlichung: Juli 1965 B-Seite: E… (E adesso sono tua)                                          |
| 1965 | E… (E adesso sono tua) Studio Uno                                      | IT15 (1 Wo.)IT | — | A-Seite: L’ultima occasione                                                                              |
| 1965 | Ora o mai più Mina & Gaber: un’ora con loro                            | IT2 (12 Wo.)IT | — | Erstveröffentlichung: Oktober 1965 B-Seite: Addio                                                        |
| 1966 | Una casa in cima al mondo Studio Uno 66                                | IT8 (11 Wo.)IT | — | Erstveröffentlichung: Januar 1966 B-Seite: Se tu non fossi qui                                           |
| 1966 | Se telefonando Studio Uno 66                                           | IT11 Platin (2021) · (6 Wo.)IT | — | Erstveröffentlichung: Mai 1966 B-Seite: No 2010 Platz 72 (5 Wochen) der FIMI-Charts                      |
| 1966 | Ta-ra-ta-ta Studio Uno 66                                              | IT5 (12 Wo.)IT | — | Erstveröffentlichung: Mai 1966 A-Seite: Breve amore                                                      |
| 1966 | Sono come tu mi vuoi –                                                 | IT4 (10 Wo.)IT | — | Erstveröffentlichung: September 1966 B-Seite: Se non ci fossi tu                                         |
| 1967 | L’immensità Sabato sera – Studio Uno ’67                               | IT14 (2 Wo.)IT | — | Erstveröffentlichung: Februar 1967 B-Seite: Canta ragazzina                                              |
| 1967 | La banda Sabato sera – Studio Uno ’67                                  | IT2 (16 Wo.)IT | — | Erstveröffentlichung: Mai 1967 B-Seite: Se c’è una cosa che mi fa impazzire                              |
| 1968 | Regolarmente Mina alla Bussola dal vivo                                | IT19 (2 Wo.)IT | — | B-Seite: Fantasia                                                                                        |
| 1968 | Un colpo al cuore Mina alla Bussola dal vivo                           | IT13 (7 Wo.)IT | — | Erstveröffentlichung: Juni 1968 A-Seite: Allegria                                                        |
| 1968 | Zum zum zum Canzonissima ’68                                           | IT20 (1 Wo.)IT | — | Erstveröffentlichung: Oktober 1968 B-Seite: Sacumdì sacumdà                                              |
| 1968 | Vorrei che fosse amore Canzonissima ’68                                | IT9 (10 Wo.)IT | — | Erstveröffentlichung: Oktober 1968 B-Seite: Caro                                                         |
| 1969 | Non credere Mina d’estate                                              | IT3 (31 Wo.)IT | — | B-Seite: Dai dai domani                                                                                  |
| 1969 | Un’ombra …bugiardo più che mai… più incosciente che mai…               | IT9 (15 Wo.)IT | — | Erstveröffentlichung: Oktober 1969 B-Seite: I problemi del cuore                                         |
| 1970 | Bugiardo e incosciente …bugiardo più che mai… più incosciente che mai… | IT9 (15 Wo.)IT | — | Erstveröffentlichung: Februar 1970 B-Seite: Una mezza dozzina di rose                                    |
| 1970 | Insieme …quando tu mi spiavi in cima a un batticuore…                  | IT2 (30 Wo.)IT | — | Erstveröffentlichung: April 1970 B-Seite: Viva lei                                                       |
| 1970 | Io e te da soli Del mio meglio                                         | IT2 (16 Wo.)IT | — | Erstveröffentlichung: Oktober 1970 B-Seite: Credi                                                        |
| 1971 | Una donna, una storia …quando tu mi spiavi in cima a un batticuore…    | IT9 (12 Wo.)IT | — | Erstveröffentlichung: Februar 1971 B-Seite: Dominga                                                      |
| 1971 | Amor mio Mina                                                          | IT2 Gold (2023) · (24 Wo.)IT | — | B-Seite: Capirò (I’ll Be Home)                                                                           |
| 1971 | Uomo Del mio meglio n. 2                                               | IT3 (14 Wo.)IT | — | Erstveröffentlichung: Oktober 1971 B-Seite: La mente torna                                               |
| 1971 | La mente torna Del mio meglio n. 2                                     | IT16 (5 Wo.)IT | — | A-Seite: Uomo                                                                                            |
| 1972 | Grande, grande, grande Mina                                            | IT1 Gold (2023) · (28 Wo.)IT | — | B-Seite: Non ho parlato mai                                                                              |
| 1972 | Parole parole Cinquemilaquarantatre                                    | IT1 Gold (2021) · (18 Wo.)IT | — | Erstveröffentlichung: April 1972 B-Seite: Adagio; mit Alberto Lupo                                       |
| 1972 | Fiume azzurro Cinquemilaquarantatre                                    | IT22 (1 Wo.)IT | — | |
| 1972 | Eccomi Del mio meglio n. 2                                             | IT5 (21 Wo.)IT | — | B-Seite: Domenica sera                                                                                   |
| 1973 | Lamento d’amore Evergreens                                             | IT6 (18 Wo.)IT | — | Erstveröffentlichung: April 1973 B-Seite: Rudy                                                           |
| 1973 | E poi… Frutta e verdura                                                | IT1 (31 Wo.)IT | — | B-Seite: Non tornare più                                                                                 |
| 1974 | Non gioco più Del mio meglio n. 3                                      | IT2 (22 Wo.)IT | — | Erstveröffentlichung: Februar 1974 B-Seite: La scala buia                                                |
| 1975 | Quando mi svegliai –                                                   | IT20 (3 Wo.)IT | — | A-Seite: L’importante è finire                                                                           |
| 1975 | L’importante è finire La Mina                                          | IT2 (31 Wo.)IT | — | Erstveröffentlichung: April 1975 B-Seite: Quando mi svegliai                                             |
| 1976 | Nuda Singolare                                                         | IT6 (17 Wo.)IT | — | Erstveröffentlichung: Mai 1976 B-Seite: Colpa mia                                                        |
| 1977 | Giorni Mina con bignè                                                  | IT9 (13 Wo.)IT | — | Erstveröffentlichung: Juni 1977 B-Seite: Ormai                                                           |
| 1978 | Città vuota (disco version) –                                          | IT5 (7 Wo.)IT | — | Erstveröffentlichung: Juni 1978 B-Seite: Ancora ancora ancora                                            |
| 1978 | Ancora ancora ancora –                                                 | IT4 Platin (2024) · (10 Wo.)IT | — | A-Seite: Città vuota (disco version)                                                                     |
| 1979 | Anche un uomo Attila                                                   | IT9 (17 Wo.)IT | — | Erstveröffentlichung: März 1979 B-Seite: Se il mio canto sei tu 2011 Platz 95 (4 Wochen) der FIMI-Charts |
| 1980 | Buonanotte, buonanotte Kyrie                                           | IT9 (16 Wo.)IT | — | Erstveröffentlichung: Juni 1980 B-Seite: Capisco                                                         |
| 1981 | Una canzone Salomè                                                     | IT21 (12 Wo.)IT | — | Erstveröffentlichung: Juni 1981 B-Seite: Quando l’amore ti tocca                                         |
| 1982 | Morirò per te Italiana                                                 | IT15 (9 Wo.)IT | — | Erstveröffentlichung: Juli 1982 B-Seite: Oggi è nero                                                     |
| 1983 | Devi dirmi di sì Mina 25                                               | IT7 (16 Wo.)IT | — | Erstveröffentlichung: August 1983 B-Seite: La controsamba                                                |
| 1984 | Rose su rose Catene                                                    | IT16 (7 Wo.)IT | — | Erstveröffentlichung: Februar 1984 B-Seite: Ninna nanna                                                  |
| 1985 | Questione di feeling Finalmente ho conosciuto il conte Dracula…        | IT2 (18 Wo.)IT | — | Erstveröffentlichung: September 1985 mit Riccardo Cocciante                                              |
| 1986 | Via di qua Sì, buana                                                   | IT8 (14 Wo.)IT | — | mit Fausto Leali B-Seite: Cosa manca                                                                     |
| 2002 | Succhiando l’uva Veleno                                                | IT2 (14 Wo.)IT | — | Erstveröffentlichung: Oktober 2002 B-Seite: I’ll See You in My Dreams                                    |
| 2002 | Certe cose si fanno Veleno                                             | IT11 (9 Wo.)IT | — | Erstveröffentlichung: Dezember 2002 · B-Seite: Oggi sono io (IT: Gold (2019) )                           |
| 2003 | Don’t Call Me Baby (Can’t Take My Eyes Off of You) –                   | IT2 (16 Wo.)IT | — | Erstveröffentlichung: 3. November 2003                                                                   |
| 2007 | Mogol Battisti Bau                                                     | — | — | mit Andrea Mingardi Platz 10 (9 Wochen) der Downloadcharts                                               |
| 2007 | Alibi Bau                                                              | IT2 (11 Wo.)IT | — | |
| 2007 | Poche parole Caramella                                                 | — | — | mit Giorgia Platz 22 (2 Wochen) der Downloadcharts                                                       |
| 2008 | Amiche mai Più di me (Ornella Vanoni)                                  | IT36 (2 Wo.)IT | — | mit Ornella Vanoni                                                                                       |
| 2009 | Nessun dorma –                                                         | IT44 (2 Wo.)IT | — | anlässlich der Eröffnung des Sanremo-Festivals 2009                                                      |
| 2009 | Adesso è facile Facile                                                 | IT31 (6 Wo.)IT | — | mit Afterhours                                                                                           |
| 2010 | You Get Me Caramella                                                   | IT33 (2 Wo.)IT | — | mit Seal                                                                                                 |
| 2010 | Amoreunicoamore Caramella                                              | IT80 (2 Wo.)IT | — | |
| 2010 | Mele Kalikimaka –                                                      | IT14 (4 Wo.)IT | — | |
| 2011 | Questa canzone Piccolino                                               | IT23 (5 Wo.)IT | — | |
| 2012 | Rattarira Piccolino                                                    | IT95 (1 Wo.)IT | — | |
| 2012 | Acqua e sale Mina Celentano                                            | IT88 ×2Doppelplatin · (1 Wo.)IT | — | mit Adriano Celentano, erschienen 1998                                                                   |
| 2013 | Mi sei scoppiato dentro il cuore Studio Uno 66                         | IT76 Platin (2024) · (1 Wo.)IT | — | erschienen 1966                                                                                          |
| 2014 | La palla è rotonda Selfie                                              | IT77 (3 Wo.)IT | — | |
| 2014 | Troppa luce Selfie                                                     | IT70 (1 Wo.)IT | — | |
| 2014 | Oui c’est la vie Selfie                                                | IT74 (1 Wo.)IT | — | |
| 2016 | Amami amami Le migliori                                                | IT21 Gold · (11 Wo.)IT | — | |
| 2017 | A un passo da te Le migliori                                           | IT68 Platin · (10 Wo.)IT | — | |
| 2018 | Volevo scriverti da tanto Maeba                                        | IT76 (1 Wo.)IT | — | Erstveröffentlichung: 9. März 2018                                                                       |
| 2023 | Un briciolo di allegria Innamorato                                     | IT1 ×5Fünffachplatin · (50 Wo.)IT | — | Erstveröffentlichung: 12. April 2023 mit Blanco                                                          |
| 2023 | Ancora, Ancora, Ancora (Mark Ronson Remix) –                           | IT60 (4 Wo.)IT | — | Erstveröffentlichung: 18. Oktober 2023 mit Mark Ronson                                                   |

### Deutsche Singles
| Jahr | Titel Album                                               | Höchstplatzierung, Gesamtwochen/‑monate, AuszeichnungChartsChartplatzierungen (Jahr, Titel, Album, Platzierungen, Wochen/Monate, Auszeichnungen, Anmerkungen) | Anmerkungen                                                                                                   |
| Jahr | Titel Album                                               | DE | Anmerkungen                                                                                                   |
| ---- | --------------------------------------------------------- | --- | --- |
| 1962 | Heißer Sand Ihre großen Erfolge                           | DE1 (7 Mt.)DE | B-Seite: Ein treuer Mann Polydor, 24793                                                                       |
| 1962 | Fiesta Brasiliana (Das Lied der Lüge) Ihre großen Erfolge | DE13 (5 Mt.)DE | B-Seiten: Tabu, es scheint gefährlich zu sein, was ich tu’ / Wenn du an Wunder glaubst Polydor, 24900 / 24834 |
| 1963 | Capitano Ihre großen Erfolge                              | DE17 (2 Mt.)DE | B-Seite: Wenn du an Wunder glaubst Polydor, 52013                                                             |
| 1963 | Meine Tür steht immer offen –                             | DE33 (2 Mt.)DE | A-Seite: Mister Twist Polydor, 52075                                                                          |
| 1963 | Bis zum nächsten Mal –                                    | DE35 (1 Mt.)DE | B-Seite: Am Rio Grande Polydor, 52152                                                                         |
| 1964 | Ja, die Liebe lebe hoch –                                 | DE28 (2 Mt.)DE | B-Seite: Mein guter Stern Polydor, 52201                                                                      |
| 1964 | Fremdes Land –                                            | DE39 (1 Mt.)DE | B-Seite: Tausendundeine Nacht Polydor, 52247                                                                  |

Weitere Singles

Heißer Sand auf Polydor Nr. 24793

- 1962: Moliendo Cafe / Renato (Polydor, 24883)
- 1962: Fiesta Brasiliana / Tabu (Polydor, 24900)
- 1962: Eclisse-Twist / Chihuahua (Polydor, 24945)
- 1964: Er hatte blaue Augen / Rhapsodie (Polydor, 52333)
- 1964: Die größte Schau / Welt der verlorenen Träume (Polydor, 52346)
- 1996: Volami nel cuore (IT: Gold)

### Statistik
|                     | IT      | DE    | CH    | US    |
| ------------------- | ------- | ----- | ----- | ----- |
| Nummer-eins-Alben   | IT25IT  | DE—DE | CH—CH | US—US |
| Top-10-Alben        | IT89IT  | DE—DE | CH—CH | US—US |
| Alben in den Charts | IT117IT | DE—DE | CH6CH | US—US |

|                       | IT     | DE    | CH    | US    |
| --------------------- | ------ | ----- | ----- | ----- |
| Nummer-eins-Singles   | IT8IT  | DE1DE | CH—CH | US—US |
| Top-10-Singles        | IT53IT | DE1DE | CH—CH | US—US |
| Singles in den Charts | IT90IT | DE7DE | CH—CH | US1US |

## Filmografie
- 1959: Urlatori alla sbarra
- 1960: Sanremo, la grande sfida
- 1960: Madri pericolose
- 1960: Juke box, urli d’amore
- 1960: I Teddy Boys della canzone italiana
- 1960: Rendezvous in Ischia (Appuntamento a Ischia)
- 1961: Mina… fuori la guardia
- 1961: Io bacio… tu baci
- 1962: Sex, Musik und heiße Nächte (Universo di notte)
- 1962: Appuntamento in riviera
- 1963: Die lustigen Vagabunden
- 1963: Das erste Erotikal der Welt (Canzoni nel mondo)
- 1969: Per amore… per magia…

## Belege
1. ↑  Mina Mazzini, Biografia. In: Albo d’oro della canzone italiana. Musica e dischi, abgerufen am 21. Mai 2020.
2. ↑  Eckhard Römer: Glossario del linguaggio dei mass media italiano – tedesco (= Terminologische Schriftenreihe. Band 7). Walter de Gruyter, 2009, ISBN 978-3-89949-644-4, S. 381 (530 S., eingeschränkte Vorschau in der Google-Buchsuche).
3. ↑  Neil Z. Yeung: Mina – Biography & History. In: Allmusic. Abgerufen am 21. Mai 2020 (englisch).
4. 1 2  Mark Dezzani: RTI Buys Switzerland’s PDU, Label Home of Mina. In: Billboard. 11. Mai 1996, S. 44.
5. ↑  Marcello Giannotti: L’enciclopedia di Sanremo: 55 anni di storia del festival dalla A alla Z. Gremese, Rom 2005, ISBN 88-8440-379-0, S. 137.
6. ↑  Der Musikmarkt, 30 Jahre Single-Hitparade, 1989, S. 20.
7. 1 2  Da ieri Mina è diventata cittadina svizzera. In: La Repubblica. 7. November 1989, S. 29 (Repubblica.it [abgerufen am 21. Mai 2020]).
8. ↑  Le onorificenze della Repubblica Italiana. In: Quirinale.it. Presidenza della Repubblica, abgerufen am 21. Mai 2020.
9. ↑  Massimo Pani, Discogs
10. ↑  Benedetta Mazzini bei IMDb
11. 1 2  Mina si è sposata a Lugano. La cerimonia il 10 gennaio. In: Repubblica.it. 1. März 2006, abgerufen am 21. Mai 2020.
12. 1 2  Chartquellen (Alben):
  - Guido Racca: M&D Borsa Album 1964-2019. Selbstverlag, 2019, ISBN 978-1-09-470500-2, S. 225–228.
  - Guido Racca & Chartitalia: Top 100 FIMI Album. Lulu, 2013, S. 138 f.
  - Alben von Mina. In: Italiancharts.com. Hung Medien, abgerufen am 20. Mai 2020.
  - Alben von Mina. In: Hitparade.ch. Hung Medien, abgerufen am 20. Mai 2020.
13. 1 2 3  Certificazioni. FIMI, abgerufen am 13. November 2023.
14. ↑  BREVI. ricerca.repubblica.it, 27. April 1999, abgerufen am 15. Juli 2021 (italienisch).
15. ↑  In breve. (Memento vom 22. Dezember 2017 im Internet Archive) archivio.lastampa.it, 13. Februar 2007, abgerufen am 15. Juli 2021 (italienisch).
16. ↑  Chartquellen (Singles):
  - Guido Racca: M&D Borsa Singoli 1960-2019. Selbstverlag, 2019, ISBN 978-1-09-326490-6, S. 306–308.
  - Guido Racca & Chartitalia: Top 100 FIMI Singoli. Lulu, 2013, S. 121, 156.
  - Archivio classifiche Top Singoli. FIMI, abgerufen am 17. Juli 2024 (italienisch).
  - Mina, Chart History. Billboard, abgerufen am 20. Mai 2020.
17. ↑  Mina. In: Offizielle deutsche Charts. GfK Entertainment, abgerufen am 19. Mai 2020.

| Personendaten    | Personendaten                                                                   |
| ---------------- | ------------------------------------------------------------------------------- |
| NAME             | Mina                                                                            |
| ALTERNATIVNAMEN  | Mazzini, Anna Maria (Geburtsname); Mazzini, Mina Anna Maria; Quaini, Anna Maria |
| KURZBESCHREIBUNG | italienische Sängerin und Schauspielerin                                        |
| GEBURTSDATUM     | 25. März 1940                                                                   |
| GEBURTSORT       | Busto Arsizio, Lombardei, Italien                                               |